# 苻訓英
苻 訓英（ふ くんえい、? - 407年）は、五胡十六国時代の後燕の昭文帝慕容熙の皇后。姉の苻娀娥は慕容熙の昭儀（死後に皇后を追贈）である。

## 生涯
前秦の重合侯苻謨（壮烈天王苻堅の従弟）の娘。慕容垂は後燕を創建した後、苻氏の残党の一部を収容した。苻謨は中山尹に任じられた。397年、慕容詳は中山で燕帝を僭称して恵愍帝慕容宝を攻撃し、苻謨も巻き込まれて慕容詳に殺害された。2人の娘（訓英と姉の娀娥）は難を逃がれた後、慕容熙の妻妾となった。慕容熙が即位すると、訓英は貴嬪に封じられた。翌年、皇后となった。
訓英は絶世の美女と謳われ、慕容熙を虜にした。夫婦は贅沢三昧に暮らし、旅遊に耽った。白鹿山、青嶺、滄海への巡幸で、数多くの兵卒が虎狼や寒さで命を落とした。慕容熙は訓英のために承華殿を造り、そのため多量の土を要求したが、そのため土の値段が穀物と同等まで上昇した。
光始5年（405年）正月、慕容熙は高句麗討伐に出征した。遼東の城が落ちようとしていた時、慕容熙は将兵に「朕と皇后が輿を並べて入城するのを待て」と命じた。この間に城は防備を厳重にし、後燕軍は城を落とせずに帰還した。
建始元年（407年）、訓英は病死した。慕容熙は悲しみのあまり自分の死をも願い、号哭の余り気絶し、ずっと訓英の棺の側にいた。また、棺の蓋をあけて自ら中へ入り込み、訓英の死体と交合した。高陽王慕容隆の寡妻の張氏は自殺させられ、殉葬された。公卿はみな家族を率いて、庶民と共に巨大な陵墓を造った。慕容熙は「しっかりやれ、まもなく私も皇后のところに行く」と命令した。臣下にも悼んで泣くことを強要し、泣けない者は罰したため、群臣は辛子を含んで涙を流した。
翌月、慕容熙は訓英の埋葬のために都城を出ると、馮跋が左衛将軍張興や苻進と共に謀反した。慕容熙は捕らえられて処刑され、訓英の陵墓に合葬された。
苻訓英は諡号を贈られておらず、慕容熙の諡号から昭文皇后と呼ばれる。

## 伝記資料
- 『晋書』巻124「慕容熙載記」
- 『十六国春秋』
- 『資治通鑑』「晋紀」巻112 - 114